# Plomodiern
Plomodiern (bretonisch Ploudiern) ist eine französische Gemeinde im Département Finistère mit 2254 Einwohnern (Stand 1. Januar 2022). Sie gehört zum Arrondissement Châteaulin und zum Kanton Crozon.

## Lage
Die Gemeinde liegt im Westen der Bretagne an der Atlantikküste (Bucht von Douarnenez), wobei sich das Ortszentrum gut vier Kilometer (km) östlich der Küste befindet. Sie befindet sich in der Region Cornouaille an der südlichen Flanke des 330 m hohen Ménez-Hom am Rande des Parc naturel régional d’Armorique. Châteaulin liegt zehn Kilometer östlich, Quimper 22 Kilometer südlich und Brest 30 Kilometer nordwestlich (Angaben leicht gerundet in Luftlinie).

## Verkehr
Die nächstgelegene Abfahrt an der autobahnähnlich ausgebauten Schnellstraße E 60 (Nantes-Brest) sowie den nächsten Regionalbahnhof an der überwiegend parallel verlaufenden Bahnlinie gibt es bei Châteaulin.
Bei Brest befindet sich der Regionalflughafen Aéroport Brest-Bretagne.

## Bevölkerungsentwicklung
| Jahr                       | 1962 | 1968 | 1975 | 1982 | 1990 | 1999 | 2009 | 2017 |
| Einwohner                  | 2283 | 2099 | 1922 | 1963 | 1912 | 2076 | 2182 | 2136 |
| Quellen: Cassini und INSEE |      |      |      |      |      |      |      |      |

## Sehenswürdigkeiten

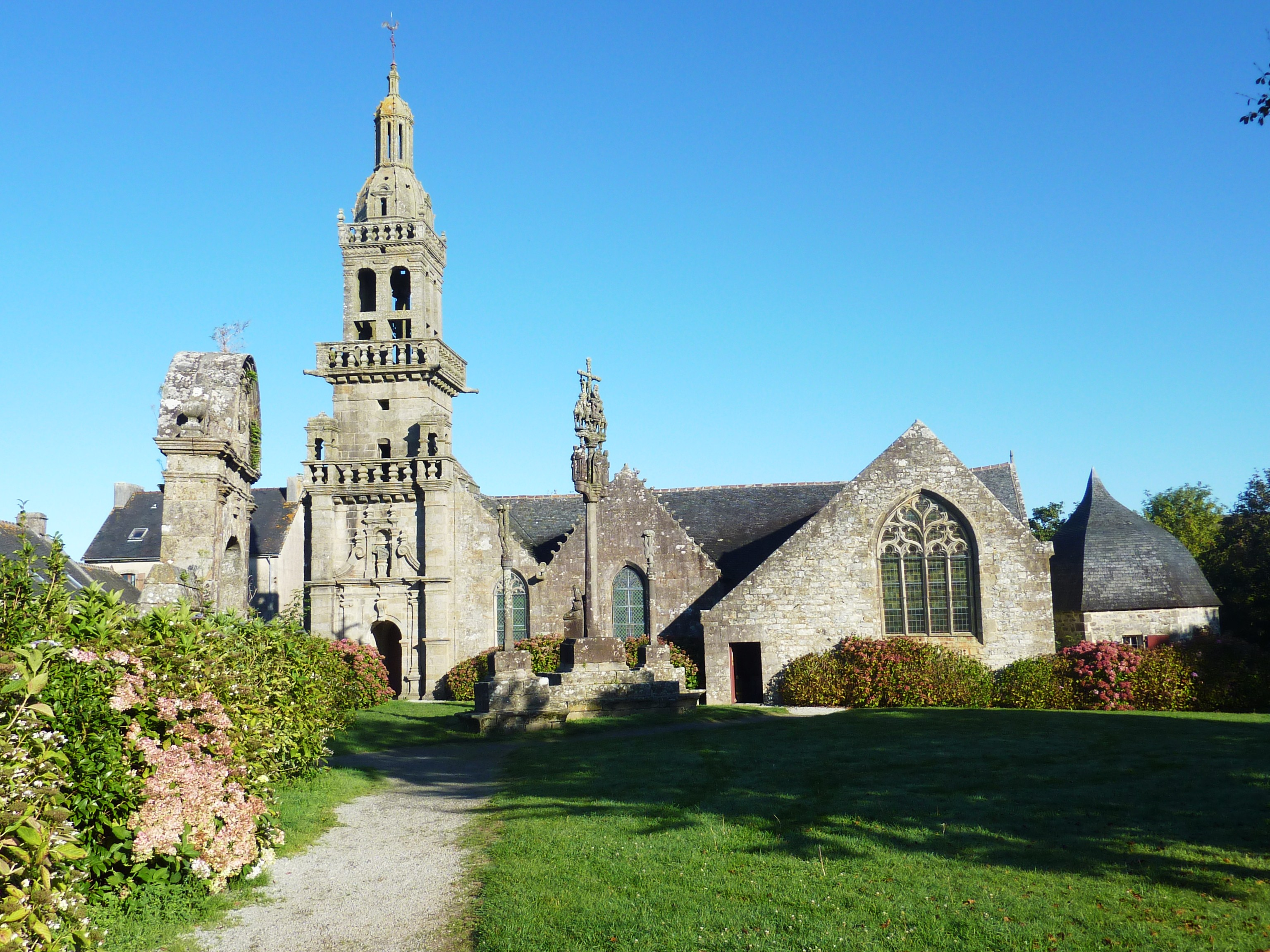
Kapelle Sainte-Marie-du-Ménez-Hom

Die Kapelle Sainte-Marie-du-Ménez-Hom, deren Ursprung aus dem 16. Jahrhundert stammt, ist eine der bedeutendsten Sehenswürdigkeiten der Gemeinde und befindet sich im gleichnamigen Weiler nördlich des Hauptortes.
Siehe auch: Liste der Monuments historiques in Plomodiern